# Diemerswil
Diemerswil es una comuna suiza del cantón de Berna, situada en el distrito administrativo de Berna-Mittelland. Limita al norte y al este con la comuna de Münchenbuchsee, al sur con Kirchlindach, y al oeste Schüpfen.
Hasta el 31 de diciembre de 2009 situada en el distrito de Fraubrunnen.